# 649964 Friedrichvolck
649964 Friedrichvolck è un asteroide della fascia principale esterna. Scoperto nel 2011, presenta un'orbita caratterizzata da un semiasse maggiore pari a 3,166774 UA e da un'eccentricità di 0,140978, inclinata di 10,069168° rispetto all'eclittica.
Friedrich W. Volck è un insegnante tedesco di fisica, astronomia e matematica. I suoi corsi e il suo incarico come vicepreside allo Spessart-Gymnasium di Alzenau, nonché i suoi discorsi pubblici su un'ampia gamma di argomenti scientifici, sono stati fonte di ispirazione per generazioni di studenti.